# Air-China-Flug 129
Air-China-Flug 129, auch CA129 oder CCA129, war ein Linienflug der von der Volksrepublik China betriebenen Air China. Am 15. April 2002 flog die Boeing 767-200ER vom Flughafen Peking zum Gimhae International Airport in Busan in Südkorea. Während des Fluges prallte die Maschine gegen einen Berg in der Nähe von Busan, wobei 129 der 166 Insassen getötet wurden. Flug 129 war Air Chinas erster Flugunfall und bis zum Jeju-Air-Flug 2216 auch der schwerste in Südkorea. Außerdem war er nach EgyptAir-Flug 990 und Lauda-Air-Flug 004 der Unfall mit der drittgrößten Zahl an Opfern einer Boeing 767 sowie der mit der fünftgrößten Zahl an Opfern inklusive der Terroranschläge am 11. September 2001.

## Verlauf
Die Boeing 767 hob um 08:37 Uhr Ortszeit (00:37 UTC) in Peking ab. Nach fast zwei Stunden erreichte Flug 129 die Umgebung des Gimhae Airport bei leichtem Regen und Nebel sowie starkem Wind aus Süden. Um 11:16 Uhr Ortszeit (02:16 UTC) bekam CA129 die Freigabe, die ILS-Anlage der Landebahn 36L zu benutzen. Anschließend sollte die Landebahn 18R umflogen und dort die Landung von der entgegengesetzten Seite durchgeführt werden. Nach Vorbeiflug an der Landebahn wurde die finale 180-Grad Wende verzögert. Daraufhin prallte die Maschine um 11:21 Ortszeit (02:21UTC) gegen einen Berg. Nachdem die rechte Tragfläche einen Baum gestreift hatte, schlug die Maschine auf dem Boden auf und die beim Aufschlag entstandenen Kräfte ließen das Flugzeug auseinanderbrechen. Dabei verlor die Maschine beide Tragflächen, das Leitwerk sowie beide Triebwerke. Das Cockpit und der vordere Rumpfteil fingen Feuer und wurden vollständig zerstört. 37 der Insassen, darunter auch der Kapitän, überlebten. Das nach dem Absturz entstandene Feuer war so heiß, dass das Aluminium des Rumpfes schmolz.

## Flugzeug
Die Boeing 767-200ER, die in China als B-2552 registriert war, wurde 1985 ausgeliefert und hatte die Boeing-Seriennummer 23308. Sie wurde zuvor von CAAC betrieben und Air China übergeben, als CAAC auseinanderbrach. Die Maschine hatte mehr als 40.000 Flugstunden auf etwa 14.500 Flügen absolviert.

## Ursachen
Die koreanische Flugunfalluntersuchungsbehörde kam in ihrem Untersuchungsbericht vom März 2005 zu dem Schluss, dass der Hauptgrund des Absturzes ein Pilotenfehler war. Die Piloten flogen laut Untersuchungsbericht unterhalb der minimalen Sicherheitshöhe und außerdem mit unzulässig hoher Geschwindigkeit. Auch wurde festgestellt, dass die Crew den Landeanflug nicht abbrach, obwohl die Landebahn nicht mehr in Sicht war. Die Piloten hatten zu dem Zeitpunkt das Umfliegen der Landebahn des Flughafens Peking einmal im Flugsimulator trainiert, aber nicht das Umfliegen der Landebahn 18R des Flughafens Gimhae. Die Lotsen wurden beschuldigt, weder das BRITE (Bright Radar Indicator Tower Equipment) noch das MSAW (Minimum Safe Altitude Warning) benutzt zu haben, nachdem sie den Sichtkontakt zur Maschine verloren hatten.

## Sonstige Ermittlungsergebnisse

### Wetter
Während der Herbst- und Winterzeit kommen Winde am Flughafen Gimhae im Allgemeinen von Norden – während der Sommerzeit von Süden. Aufgrund der Lage des südlichen Teils des Flughafens ist die Sichtweite wegen Nebel vom nahe gelegenen Meer oft schlecht. Zum Absturzzeitpunkt wehte starker südlicher Wind mit Regen und niedrigen Wolken. Die bergige Gegend nördlich von Gimhae lag im Nebel. Satellitenbilder zeigten, dass sich eine große und breite Fläche von Regenwolken zwischen Busan und Japan nach Osten bewegte.

### Befeuerung
Bei einer Befragung gab der Kapitän an, die Landebefeuerung während des Anflugs auf die Landebahn 36L gesehen zu haben. Im Gegenanflug jedoch habe er sie nicht mehr sehen können. Laut automatischem Lichtschaltsystem und der Aussage des Leiters des Towers in Gimhae waren die Lichter jedoch eingeschaltet.

## Medien
- Ein tödlicher Flug (Originaltitel: Turning Point) Mayday – Alarm im Cockpit Staffel 17, Folge 3.

## Nachweise
1. 1 2  CA129 Final Report. KAIB – Korean Aviation-Accident Investigation Board, 15. April 2002, archiviert vom Original am 17. Oktober 2006; abgerufen am 22. April 2018 (englisch). abgerufen am 16. Mai 2023
2. ↑  Flugunfalldaten und -bericht Boeing 737-8AS (WL) HL8088  im Aviation Safety Network (englisch), abgerufen am 29. Dezember 2024.
3. ↑  Air China 767 Statement. The Boeing Company, 14. April 2002, archiviert vom Original am 2. Juni 2002; abgerufen am 19. August 2024 (englisch).